# Tetrapocillon kurushimensis
Tetrapocillon kurushimensis är en svampdjursart som beskrevs av Tanita 1961. Tetrapocillon kurushimensis ingår i släktet Tetrapocillon och familjen Guitarridae.
Artens utbredningsområde är havet kring Japan. Inga underarter finns listade i Catalogue of Life.